# 2023年厄瓜多尔大选
提前举行的2023年厄瓜多尔大选在8月20日与10月15日举行。8月20日的选举将选出总统、副总统以及国民代表大会（议会）137名议员，任期至2025年；若总统选举进入第二轮，二轮选举将在10月15日举行。8月20日还将举行两场公投。厄宪法规定，总统选举中，首轮投票得票率过半，或得票率超过40%且领先第二名多于10个百分点的候选人直接当选总统；如果没有候选人达到以上条件，得票率居前两位的候选人进入第二轮投票，得票多者当选。8月20日的选举实际参与率达到82.26%。
首轮总统选举初步结果显示，左翼“公民革命运动”总统候选人路易莎·冈萨雷斯以33.31%的得票率领先，中右翼“国家民主行动”总统候选人丹尼尔·诺沃亚以23.66%的得票率紧随其后，排在第三的是8月9日遭枪杀的总统候选人费尔南多·比利亚维森西奥的继任者、右翼“建设运动”候选人克里斯蒂安·苏里塔，得票率为16.51%。总统选举将进入第二轮。最終丹尼尔·诺沃亚以在第二轮投票中爆冷取得胜利，以35岁的年龄成为厄瓜多尔有史以来最年轻的总统。 